# Sealth
"Chefe Sealth" (Ts'ial-la-kum), mais conhecido atualmente como Chefe Seattle (ou ainda Sealth, "Seathle", Seathl ou See-ahth) ( 1786 — 7 de Junho de 1866), foi líder das tribos Suquamish e Duwamish, no que hoje é o estado americano de Washington. Uma personalidade muito conhecida entre seu povo, ele lutou por uma forma de acomodar os colonos brancos, criando uma relação pessoal com o Doutor David Swinson "Doc" Maynard, um dos pais fundadores da cidade de Seattle no estado de Washington, assim designada em homenagem a ele.
Um discurso amplamente divulgado argumentando em favor da responsabilidade ecológica e do respeito ao direito dos nativos americanos em relação à terra tem sido atribuído a este líder ameríndio. Contudo, as evidências indicam que a famosa "Carta do Cacique Seattle" tenha sido escrita muito depois, para defender a causa ecológica. Existe apenas uma transcrição do que o Cacique Seattle disse em 1854, feita pelo Dr. Henry Smith, que publicou suas memórias em 1887, 33 anos após. De acordo com Smith, o cacique simplesmente agradecia a generosidade do Presidente dos E.U.A. em comprar as suas terras.

## Biografia
Sealth nasceu em cerca de 1786 na Ilha Blake ou perto dela. Seu pai, Schweabe, foi líder da tribo Suquamish, e sua mãe era princesa (Wood-sho-lit-sa) da tribo Duwamish. Anos mais tarde, Sealth afirmou ter visto os navios da lendária Expedição de Vancouver quando estes exploravam o braço de mar Puget Sound que banha a atual cidade de Seattle.
Sealth ganhou sua reputação bastante jovem como líder e guerreiro, fazendo emboscadas e derrotando grupos invasores que subiam o rio Verde da Cordilheira das Cascatas, e atacavam as tribos Chemakum e S'Klallam, que viviam na Península Olímpica. Como muitos de seus contemporâneos, ele teve escravos capturados durante suas invasões. Ele era alto e forte em comparação aos nativos de Puget Sound, medindo aproximadamente 1,80m; comerciantes da Companhia da Baía de Hudson chamavam-lhe Le Gros (o Grande).  Ele também era conhecido como orador; e quando se dirigia a uma plateia, diziam que sua voz era ouvida do seus campos até o Stevens Hotel em First and Marion, uma distância de aproximadamente 1,20 km.
Ele se casou na vila de Tola'ltu a sudeste de Duwamish Head na Baía Elliott (agora parte de West Seattle). A sua primeira esposa La-Dalia morreu depois de dar à luz uma filha. Uma segunda esposa, Olahl, teve com ele três filhos e quatro filhas. A mais famosa de suas filhas foi a primeira, Kikisoblu ou Princesa Angelina. Sealth foi batizado na Igreja Católica, com o nome de  Noé, provavelmente em 1848 perto de Olympia. O significado desta cerimonia pode ses questionado diante da citação aos deuses de seu povo em seu discurso mais famoso (abaixo).
Mesmo com todo o seu talento, Sealth perdia terreno gradualmente para Patkanim da tribo Snohomish quando os colonos brancos começavam a mostrar seu poderio. Quando seu povo foi expulso de suas terras, Sealth encontrou o Doutor Maynard em Olympia; eles desenvolveram uma relação amigável que trouxe benefícios para ambos. Convencendo os colonos de Duwamps a renomear a cidade para Seattle, Maynard oficializou seu apoio ao povo de Sealth e negociou relações relativamente pacíficas entre as tribos.
Sealth manteve seu povo fora da Batalha de Seattle (1856). Depois relutou para levar sua tribo a reserva demarcada, uma vez que misturar Duwamish e Snohomish geraria grandes conflitos. Maynard convenceu o governo da necessidade de permitir que Sealth fosse à oca de seu pai em Agate Passage, 'Casa do Homem Velho' ou Tsu-suc-cub. Sealth frequentou a cidade com seu nome, e teve sua fotografia tirada por E. M. Sammis em 1865. Ele morreu em 7 de Junho de 1866, na reserva indígena dos Suquamish em Port Madison.